# Nothophryne unilurio
Nothophryne unilurio är en groda i ordningen stjärtlösa groddjur som förekommer i norra Moçambique.
Fyndplatsen är en kullig region i provinsen Cabo Delgado. Det kända utbredningsområdet är 7,5 km² stort och ligger vid cirka 475 meter över havet. Individerna lever på klippor bland fuktiga skogar. Regnet skapar ofta pölar på klipporna. Honan gömmer äggen i mossa intill pölarna och grodynglen lever i pölarna. Vuxna exemplar kan vandra upp till 8 km över fuktig jord eller över lövskiktet.
Beståndet hotas främst av skogens omvandling till jordbruksmark och samhällen samt av skogsbruk. Samtidig ökas risken för bränder. Andra groddjur i samma region drabbas av en svampsjukdom som orsakas av gisselsvampar (främst Batrachochytrium dendrobatidis). Sjukdomen registrerades inte hos Nothophryne unilurio. IUCN listar arten som akut hotad (CR).